# Campanula postii
Campanula postii är en klockväxtart som först beskrevs av Pierre Edmond Boissier, och fick sitt nu gällande namn av Hermann August Theodor Harms. Campanula postii ingår i släktet blåklockor, och familjen klockväxter. Inga underarter finns listade i Catalogue of Life.

## Bildgalleri

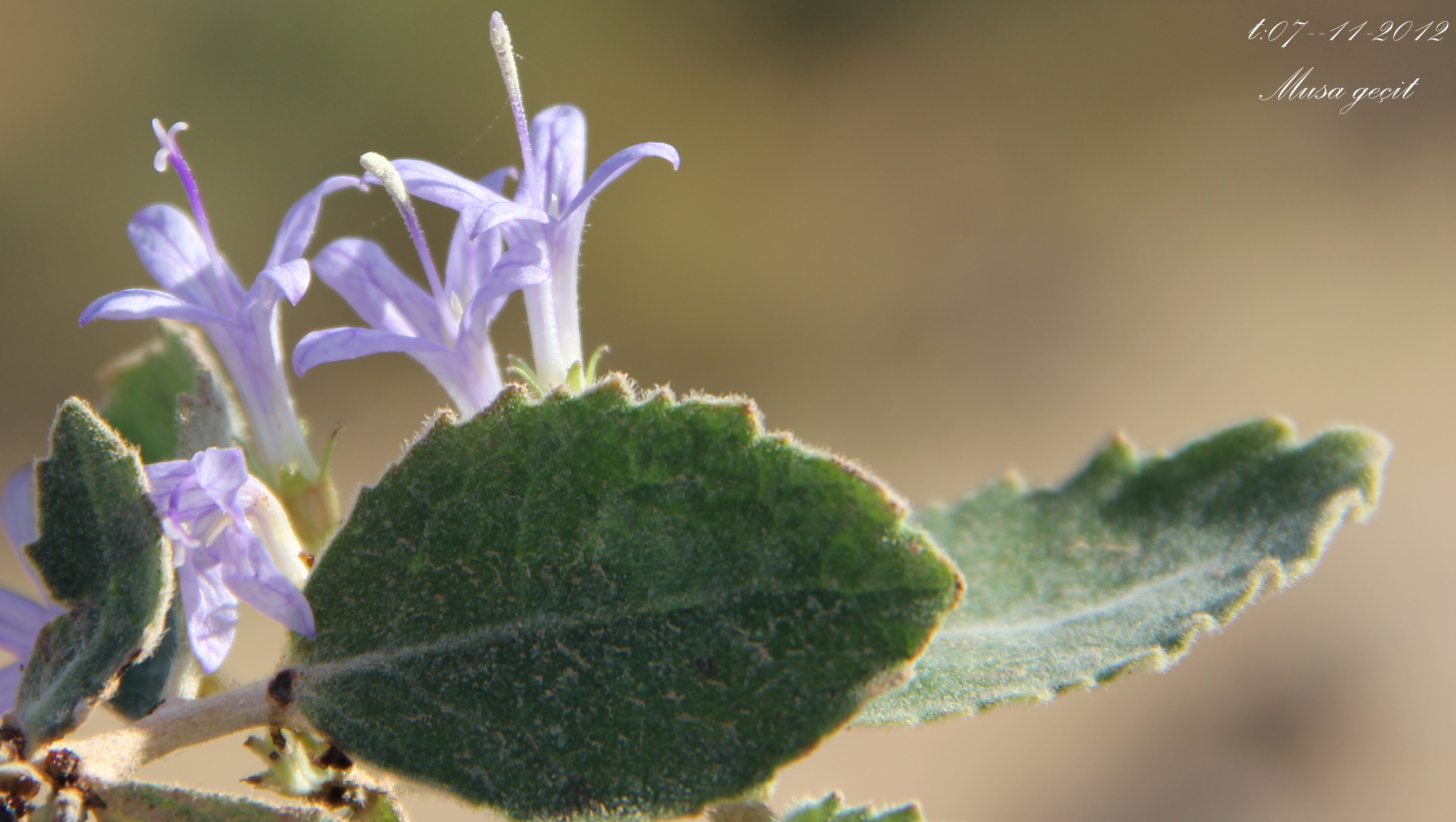